# Aroa aurantiaca
Aroa aurantiaca är en fjärilsart som beskrevs av W. Warren 1888. Aroa aurantiaca ingår i släktet Aroa och familjen tofsspinnare. Inga underarter finns listade i Catalogue of Life.